# Elke Biesbrouck
Elke Biesbrouck (* 23. September 1986) ist eine belgische Badmintonspielerin. 

## Karriere
Elke Biesbrouck gewann in Belgien zwei Nachwuchsmeisterschaften, ehe sie 2002 noch als Juniorin auch erstmals bei den Erwachsenen erfolgreich war. 2003 wurde sie mit der SG Empor Brandenburger Tor Berlin Juniorenmannschaftsmeisterin in Deutschland. 2003 gewann sie auch ihren zweiten nationalen Titel in Belgien.

## Sportliche Erfolge
| Saison    | Veranstaltung                               | Disziplin   | Platz | Name |
| --------- | ------------------------------------------- | ----------- | ----- | --- |
| 2001/2002 | Belgien: Einzelmeisterschaften der Junioren | Dameneinzel | 1     | Elke Biesbrouck |
| 2001/2002 | Belgien: Einzelmeisterschaften der Junioren | Damendoppel | 1     | Elke Biesbrouck / Evy Descamps |
| 2001/2002 | Belgien: Einzelmeisterschaften              | Dameneinzel | 1     | Elke Biesbrouck |
| 2002/2003 | Deutsche Mannschaftsmeisterschaft U19       | Mannschaft  | 1     | SG Empor Brandenburger Tor Berlin (Andreas Kämmer, Bork Gerbsch, Fabian Zilm, Marcus Köster, Dung Le Viet, Florian Möhmel, Tim Gericke, Elke Biesbrouck, Thérèse Nawrath, Cathrein Hückstädt, Steffi Seidel, Maria Neiling) |
| 2002/2003 | Belgien: Einzelmeisterschaften              | Dameneinzel | 1     | Elke Biesbrouck |